# 예수의 개요
예수의 개요(Outline of Jesus)는 예수님의 삶과 영향력에 대한 개요와 주제별 가이드를 제공한다. 예수는 기독교의 중심 인물이며, 대부분의 기독교 교파의 가르침은 그를 하나님의 아들로, 신격과 동일체로 여긴다. 기독교인들은 예수를 구약성경에서 기다리던 메시아 (또는 "그리스도 ")로 여기고 그를 예수 그리스도 라고 부른다. 이 이름은 기독교가 아닌 맥락에서도 사용된다. 그는 또한 나사렛 예수라고도 불린다. 그는 종교적, 문화적, 전 세계적인 상징이며 인류 역사상 가장 영향력 있는 인물 중 한 명이다.

## 예수의 본질
주제로서 "예수"는 다음의 상위 주제에 속한다:
- 종교
  - 유신론 - 하나 이상의 신이 존재한다는 믿음
    - 일신교 - 오직 한 분의 신만이 존재한다는 믿음
      - 아브라함 종교 - 아브라함을 직계 조상 또는 선지자로 주장하는 종교
        - 기독교 - 예수를 창시자로 주장하는 일신교

- 그리스도론
  - 입양주의
    - 단일성설
      - 디오피지시즘
        - 가현설

## 예수에 대한 견해
예수에 대한 전통적인 기독교 관점
- 예수에 대한 기독교적 관점
- 기독교 성경 속의 예수
  - 예수의 삶에 대한 신약성서의 관점
    - 복음
      - 복음의 조화

    - 예수에게 기인된 기적들
    - 신약성경에 나오는 예수님의 이름과 칭호들
    - 예수의 성적 취향
    - 하나님의 아들
    - 사람의 아들
    - 예수의 동정녀 탄생

## 4 복음서
- 마태복음
- 마가복음
- 누가복음
- 요한복음